# دليك يارقان
دليك يارقان هي قرية في مقاطعة بارس أباد، إيران. عدد سكان هذه القرية هو 263 في سنة 2006.